# Папужка золотавий
Папужка золотавий (Neophema elegans) — вид папугоподібних птахів родини Psittaculidae. Ендемік Австралії.

## Поширення
Вид зустрічається у двох локалітетах на південному заході та південному сході Австралії. Поширений в південно-західному кутку Західної Австралії (навколо Перта та Олбані) та в центрі Південної Австралії (регіон Аделаїди). Також трапляється на острові Кенгуру. Незважаючи на поділ на дві окремі популяції, що розташовані на відстані кількох сотень кілометрів одна від одної, вид вважається монотипним. Екземпляри, що належать до південно-західної популяції, іноді відносять до окремого підвиду Н. е. carteri, насправді не представляють суттєвих відмінностей, які б виправдовували їхнього визнання як підвиду.
Мешкає у субгумідних і напівпосушливих зонах і зустрічається в різноманітних відкритих ландшафтах і середовищах існування, які мають лише рідкісні деревні покриви. Середовище існування, яке він населяє, також включає узбережжя та внутрішні дюни, болота та луки, а також відкриті деревні савани та пасовища, галерейні ліси та малеї.

## Опис
Його розміри 22-23 см в довжину, вага 42-51 г. Папужка золотавий дуже схожий на синьокрилого папужку (Neophema chrysostoma), але його оперення яскравіше і має більше жовтуватих відтінків, особливо на грудях. Внутрішні покриви крил мають синій колур. Зовнішня частина центральних покривів світло-блакитна. Тонка світло-блакитна лінія виходить на чорну лінію, яка перетинає чоло, і підкреслює жовту післяокулярну пляму. Оперення самиці більш темно-оливково-зелене.

## Спосіб життя
Поза сезоном розмноження золотаві папужки утворюють великі скупчення, часто разом із синьокрилими папужками на південному сході країни. Вони збираються в преріях і чагарниках, щоб зібрати насіння як місцевих рослин, так і трав'янистих рослин, які були завезені. Ці папуги ведуть трохи кочовий спосіб життя, особливо ті, що живуть уздовж зовнішніх кордонів свого ареалу. Також можна зареєструвати локальні рухи низької інтенсивності. Птахи, які гніздяться на острові Кенгуру з листопада по квітень, після завершення репродуктивної діяльності повертаються на континент, щоб оселитися у своїх зимових квартирах.
Раціон складається з насіння трав'янистих рослин та чагарників.
Золотаві папужки гніздяться з серпня по листопад. Як правило, вони розміщують своє гніздо всередині порожнини дерева на дуже високій висоті від землі. Часто гніздо також будують на найвищих гілках ізольованих дерев або дерев, що ростуть у гаях. Кладка включає 4 або 5 яєць, які інкубуються приблизно 18 днів. Пташенята народжуються голі і вилітають лише в місячному віці.